# Médaille commémorative des opérations de sécurité et de maintien de l'ordre
La médaille commémorative des opérations de sécurité et de maintien de l’ordre est une décoration militaire française créée le 11 janvier 1958. Elle est destinée aux militaires ayant participé aux opérations de sécurité et de maintien de l'ordre en Tunisie, au Maroc, en Algérie, au Sahara et en Mauritanie.

## Historique
La médaille commémorative des opérations de sécurité et de maintien de l’ordre a été créée par le décret n°58-24 le 11 janvier 1958. Elle vient remplacer la médaille commémorative des opérations de sécurité et de maintien de l’ordre en Afrique du Nord qui avait été créée le 12 octobre 1956 par le décret n°56-1032. Alors que la première était ouverte aux seuls territoires d'Afrique du Nord, la seconde permet d'étendre l'attribution aux territoires définis par arrêté.

## Bénéficiaires
Il faut avoir participé pendant au moins 90 jours sous l'uniforme français aux opérations de sécurité et de maintien de l'ordre qui se sont déroulées dans au moins l'une des régions suivantes :
- en Tunisie, du 1er janvier 1952 au 2 juillet 1962[3];
- au Maroc, du 1er juin 1953 au 2 juillet 1962[3];
- en Algérie, du 31 octobre 1954 au 1er juillet 1964[4],[5];
- au Sahara, du 28 juin 1961 au 1er juillet 1964[6],[5];
- en Mauritanie, du 10 janvier 1957 au 1er janvier 1960[4],[7].

Cette médaille peut également être attribuée à certains personnels civils, sous certaines conditions d'emploi.

## Décoration
- Ruban : Rayé verticalement de trois couleurs, bleu au centre, entouré de bandes rouges et blanches et liseré rouge sur l'extérieur.
- Médaille : Sur l'avers, gravure de Georges Lemaire, face représentant l'effigie de la République coiffée d'un casque, cerclée des mots : « République française » (la face est identique à celle de la médaille d'Outre-Mer). Sur le revers, inscription de « Médaille commémorative opérations de sécurité et maintien de l'ordre », entouré d'une couronne de chêne et d'olivier.
- Agrafe : Le ruban peut recevoir cinq agrafes en bronze portant l'inscription du territoire où se sont déroulées les opérations : Tunisie, Maroc, Algérie, Sahara et Mauritanie.